# Konrad Jaskóła
Konrad Karol Jaskóła (ur. 22 kwietnia 1944 w Boryczy koło Strzelec Opolskich) – polski menedżer, prezes spółek giełdowych.

## Życiorys
Uczył się w szkołach w Boryczy i Krośnicy oraz w liceum ogólnokształcącym w Strzelcach Opolskich, które ukończył w 1963. Studiował na Wydziale Chemicznym Politechniki Śląskiej w Gliwicach. Studia ukończył z tytułem magistra inżyniera chemika w 1969 w specjalności ciężka synteza organiczna. W 1995 ukończył studia podyplomowe z zakresu zarządzania rafineriami ropy naftowej w Szkole Głównej Handlowej w Warszawie. W maju 2012 uzyskał stopień doktora nauk ekonomicznych na Wydziale Informatyki i Zarządzania Politechniki Wrocławskiej.
Jest członkiem Akademii Inżynierskiej w Polsce.
Żonaty od 1972 z Urszulą Szulik, z wykształcenia fotografik. Ma dwóch synów.

### Kariera zawodowa
- 1969–1974 mistrz produkcji, technolog wydziału, a później zastępca kierownika wydziału w Zakładach Chemicznych Blachownia w Kędzierzynie-Koźlu,
- 1974 inżynier produkcji w Mazowieckich Zakładach Rafineryjnych i Petrochemicznych (MZRiP) w Płocku, późniejszej Petrochemii Płock SA, obecnie Orlen SA,
- 1974–1978 kierownik Wydziału Olefin MZRiP,
- 1978–1980 kierownik Wydziału Etylenowego MZRiP,
- 1980–1982 kierownik techniczny w zakładzie Syntezy Monomerów MZRiP,
- 1982–1992 dyrektor produkcji petrochemicznej Petrochemii Płock,
- 1992–1999 prezes zarządu i dyrektor generalny Petrochemii Płock,
- 1999–2001 wiceprezes zarządu Polimex-Cekop SA,
- 2001–2004 prezes zarządu Polimex-Cekop SA,
- 2004–2012 prezes zarządu Polimex-Mostostal SA[4],
- 2012 – zastępca dyrektora generalnego Grupy Lotos, dyrektor biura relacji międzynarodowych[5].

Pełnił obowiązki członka rad nadzorczych wielu spółek Grupy Kapitałowej Polimex-Mostostal oraz Pierwszego Narodowego Funduszu Inwestycyjnego SA i Multimedia Polska SA, przewodniczący Rady Stowarzyszenia Emitentów Giełdowych, przewodniczący Rady Polskiej Izby Przemysłu Chemicznego, członek zarządu Polskiego Forum Akademicko-Gospodarczego, członek Rady Business Centre Club. Przewodniczący Społecznej Rady Gospodarczej przy Prezydencie Miasta Płocka (2011). Wiceprezes stowarzyszenia Synagoga Płocka, które odpowiada za budowę Muzeum Żydów Mazowieckich.
Jest współtwórcą ponad 30 projektów wynalazczych, z których 14 otrzymało ochronę patentową. Autor książki „Lider. Rola wartości” (2012) – wywiadu rzeki przeprowadzonego przez Karolinę Prewęcką.

## Nagrody i wyróżnienia
- 1996 – tytuł „Złotego inżyniera”, a w 2009 „Diamentowego Inżyniera”[13] w plebiscycie „Przeglądu Technicznego”,
- 1997 – medal im. Ignacego Łukasiewicza[14],
- 1997 – złoty medal na Salonie Innowacyjnym w Brukseli,
- 1997 – tytuł Lidera Polskiej Ekologii,
- 1998 – srebrny medal w Genewie za działalność ekologiczną,
- 2006 – „Złota Statuetka Lidera Polskiego Biznesu”[15],
- 2007 – tytuł „Filar Polskiej Gospodarki”[16],
- 2008 – tytuł „Pracodawca Roku 2007 w Budownictwie”, tytuł „Orła Zarządzania”,
- 2009 – medal im. prof. Stanisława Pilata,
- 2010 – wyróżnienie „Kreator Zmian i Postępu”[17], tytuł „Najbardziej Efektywnego Prezesa”, „Lider Restrukturyzacji”,
- 2011 – honorowa odznaka „Za zasługi dla ZAK”, „Kryształowy Laur Umiejętności i Kompetencji”[18].
- 2018 – honorowy obywatel Płocka[19]